# Ready to Die (album Notoriousa B.I.G.)
Ready to Die – pierwszy solowy album The Notorious B.I.G., wydany 13 września 1994 roku przez wytwórnię Bad Boy Records. Za sferę muzyczną odpowiadali głównie tacy producenci jak Easy Mo Bee i Sean Combs. Sfera tekstowa skupia się głównie wokół tematyki gangstersko-mafijnej. Wśród fanów i krytyków płyta przyjęła się bardzo dobrze. Po premierze, album zaczął zbierać wysokie oceny w recenzjach. Płyta sprzedała się w nakładzie 4 milionów egzemplarzy i osiągnęła poczwórną platynę (stan na 1999 rok). Na płycie znajduje się 19 utworów. Jako single zostały wydane: „Juicy”, „Big Poppa” i „One More Chance”. W 2003 album został sklasyfikowany na 133. miejscu listy 500 albumów wszech czasów magazynu „Rolling Stone”.

## Lista utworów
| #    | Tytuł                             | Producent                                             | Sample | Nagrany | Długość |
| ---- | --------------------------------- | ----------------------------------------------------- | --- | ------- | ------- |
| 1    | Intro"                            | Sean „Puffy” Combs                                    | - "Superfly" – Curtis Mayfield - "Rapper’s Delight" – Sugarhill Gang - "Top Billin'" – Audio Two - "Tha Shiznit" – Snoop Dogg | 1993    | 3:24    |
| 2    | "Things Done Changed"             | Darnell Scott                                         | - "Summer Breeze" – The Main Ingredient - "California My Way" – The Main Ingredient - "Lil Ghetto Boy" – Dr. Dre - "The Vapors" – Biz Markie | 1993    | 3:58    |
| 3    | "Gimme the Loot"                  | Easy Mo Bee                                           | - "Coldblooded" – James Brown - "Throw Ya Gunz" – Onyx - "What They Hittin' Foe?" – Ice Cube - "Just to Get a Rep" – Gang Starr - "Scenario" (Remix) – A Tribe Called Quest                                                                                          | 1993    | 5:04    |
| 4    | "Machine Gun Funk"                | Easy Mo Bee                                           | - "Something Extra" – Black Heat - "Up For the Down Stroke" – Fred Wesley - "Chief Rocka" – Lords of the Underground | 1993    | 4:17    |
| 5    | "Warning"                         | Easy Mo Bee                                           | - "Walk On By" – Isaac Hayes | 1994    | 3:40    |
| 6    | "Ready to Die"                    | Easy Mo Bee                                           | - "Hospital Prelude of Love Theme" – Willie Hutch - "Singing in the Morning" – The Ohio Players - "Yes, I'm Ready" – Barbara Mason - "Impeach the President" - Honey Drippers - "Ain’t No Half Steppin'" – Big Daddy Kane - "Two to the Head" – Kool G Rap & DJ Polo | 1993    | 4:24    |
| 7    | "One More Chance"                 | The Bluez Brothers Chucky Thompson Sean „Puffy” Combs | - "I Want You Back" – The Jackson 5 - "Hydra" – Grover Washington Jr. | 1994    | 4:43    |
| 8    | "Fuck Me (Interlude)"             | Sean „Puffy” Combs                                    | - "Feenin' – Jodeci | 1994    | 1:31    |
| 9    | "The What" (featuring Method Man) | Easy Mo Bee                                           | - "Can't Say Enough About Mom" – Leroy Hutson - "Overnight Sensation" – Avalanche | 1994    | 3:57    |
| 10   | "Juicy"                           | Pete Rock Sean „Puffy” Combs Jean "Poke" Oliver       | - "Juicy Fruit" – Mtume - "Rappin' Duke" - Shawn Brown | 1994    | 5:02    |
| 11   | "Everyday Struggle"               | The Bluez Brothers                                    | - "Either Way" – Dave Grusin | 1994    | 5:19    |
| 12   | "Me & My Bitch"                   | The Bluez Brothers Chucky Thompson Sean „Puffy” Combs | — | 1993    | 4:00    |
| 13   | "Big Poppa"                       | Chucky Thompson Sean „Puffy” Combs                    | - "Between the Sheets" – The Isley Brothers | 1994    | 4:13    |
| 14   | "Respect"                         | Jean "Poke" Oliver Sean „Puffy” Combs                 | - "I Get Lifted" – KC & The Sunshine Band | 1994    | 5:21    |
| 15   | "Friend of Mine"                  | Easy Mo Bee                                           | - "Spirit of the Boogie" – Kool & The Gang - "Vicious" - Black Mamba - "The Jam" – Graham Central Station - "Seventh Heaven" – Gwen Guthrie | 1994    | 3:28    |
| 16   | "Unbelievable"                    | DJ Premier                                            | - "Impeach the President" - Honey Drippers - "Your Body's Callin' – R. Kelly - "Remind Me" – Patrice Rushen | 1994    | 3:43    |
| 17   | "Suicidal Thoughts"               | Lord Finesse                                          | - "Lonely Fire" – Miles Davis | 1994    | 2:50    |
| 18 * | "Who Shot Ya?"                    | Sean „Puffy” Combs. Nashiem Myrick                    | - "I'm Afraid the Masquerade Is Over" – David Porter | 1994    | 5:19    |
| 19 * | "Just Playing (Dreams)"           | Rashad Smith                                          | - "Blues and Pants" – James Brown | 1993    | 2:43    |